# 歌德故居 (法兰克福)
歌德故居（Goethe-Haus）是一个作家故居博物馆，位于德国法兰克福内城区Großer Hirschgraben23号，是歌德的出生地。
原建筑自1733年到1795年是歌德家族的住所。歌德本人于1749年出生于此，父亲是一位律师，母亲是市长的女儿。歌德在此居住，直到1765年16岁时到莱比锡学习法律。

## 历史

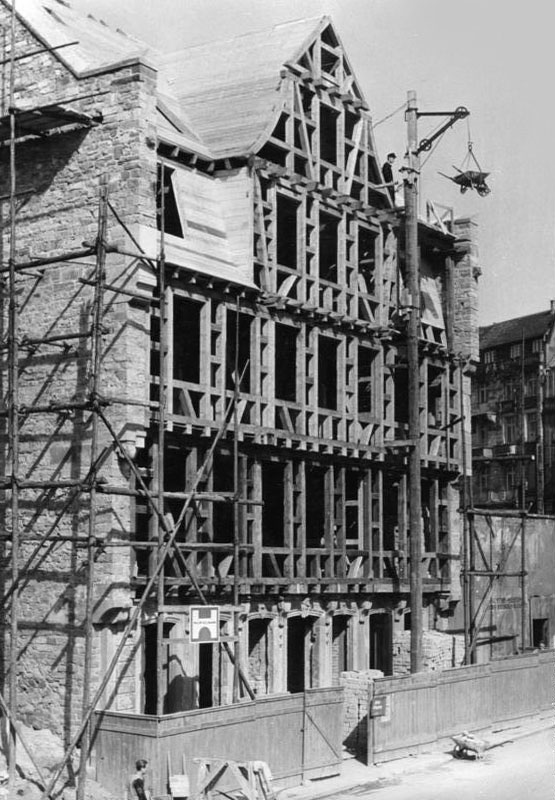
1949年5月

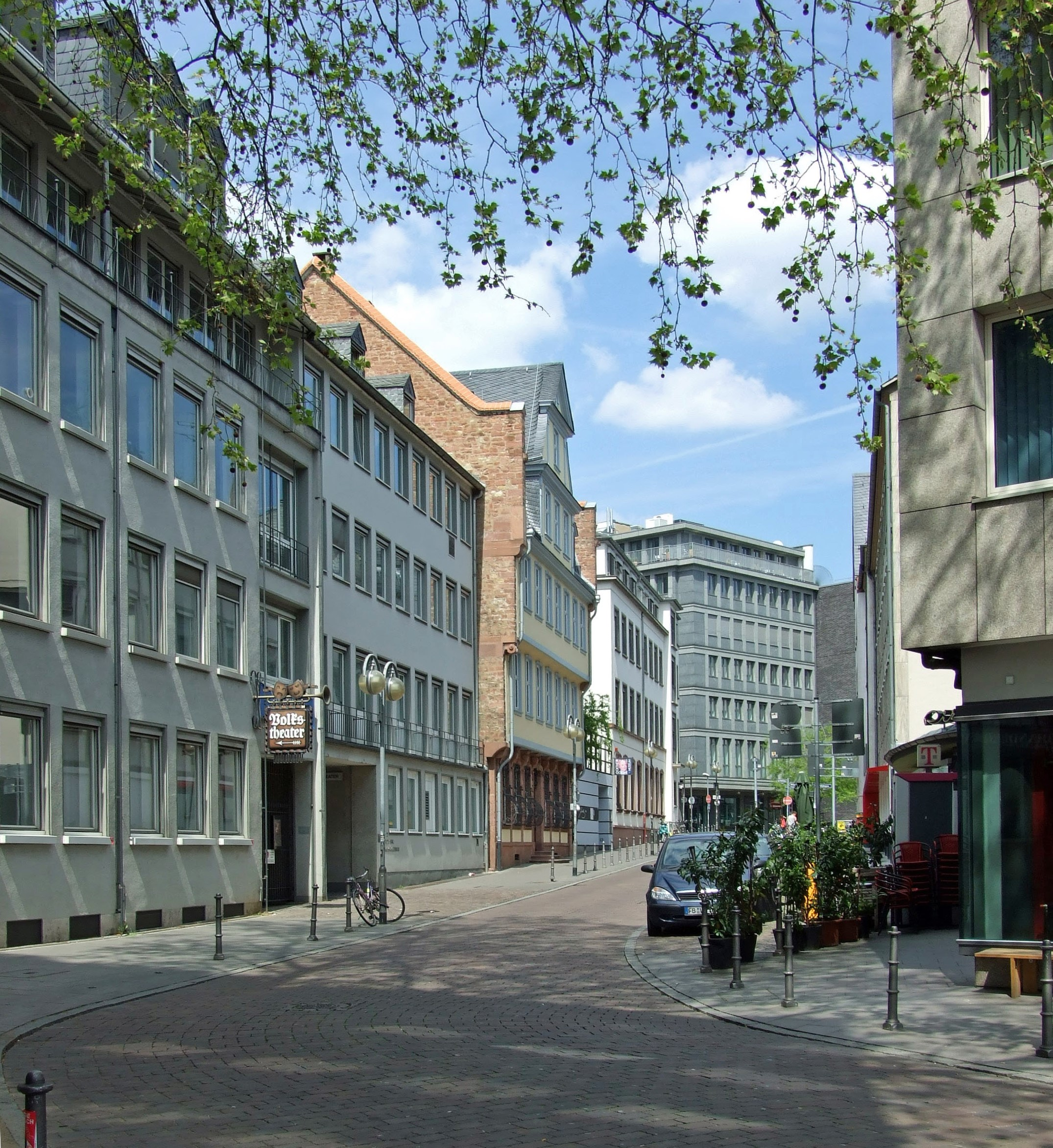

1733年，歌德的祖母科妮莉亚, 宾馆女主人买下这座房子，原本实际上是两栋房子，大约建于1600年，典型的中世纪木建筑风格。1755年，歌德的父亲将其改造为目前的面貌。
1795年该建筑不再属于歌德家族，改换了好几个业主后，于1863年地质学家奥托·沃格尔（1822年至1897年）将其买下并修复。1944年5月22日法兰克福轰炸期间，该建筑被摧毁，战争结束后1947年至1951年按原状修复，反映18世纪法兰克福富裕居民的生活。连同隔壁的歌德博物馆，在1954年向公众开放，附近是发掘出来的犹太隔都遗址，以及犹太人墓地。 房子和博物馆可以用同一张票参观。

## 外部連結
- Goethe and Goethe's Birthplace （页面存档备份，存于）
- Information on and plan of the house
- Museum Website （页面存档备份，存于）
- Goethe's autobiography "Out of my life: Poetry and Truth" from Project Gutenberg （页面存档备份，存于）